# Sozialistische Reichspartei

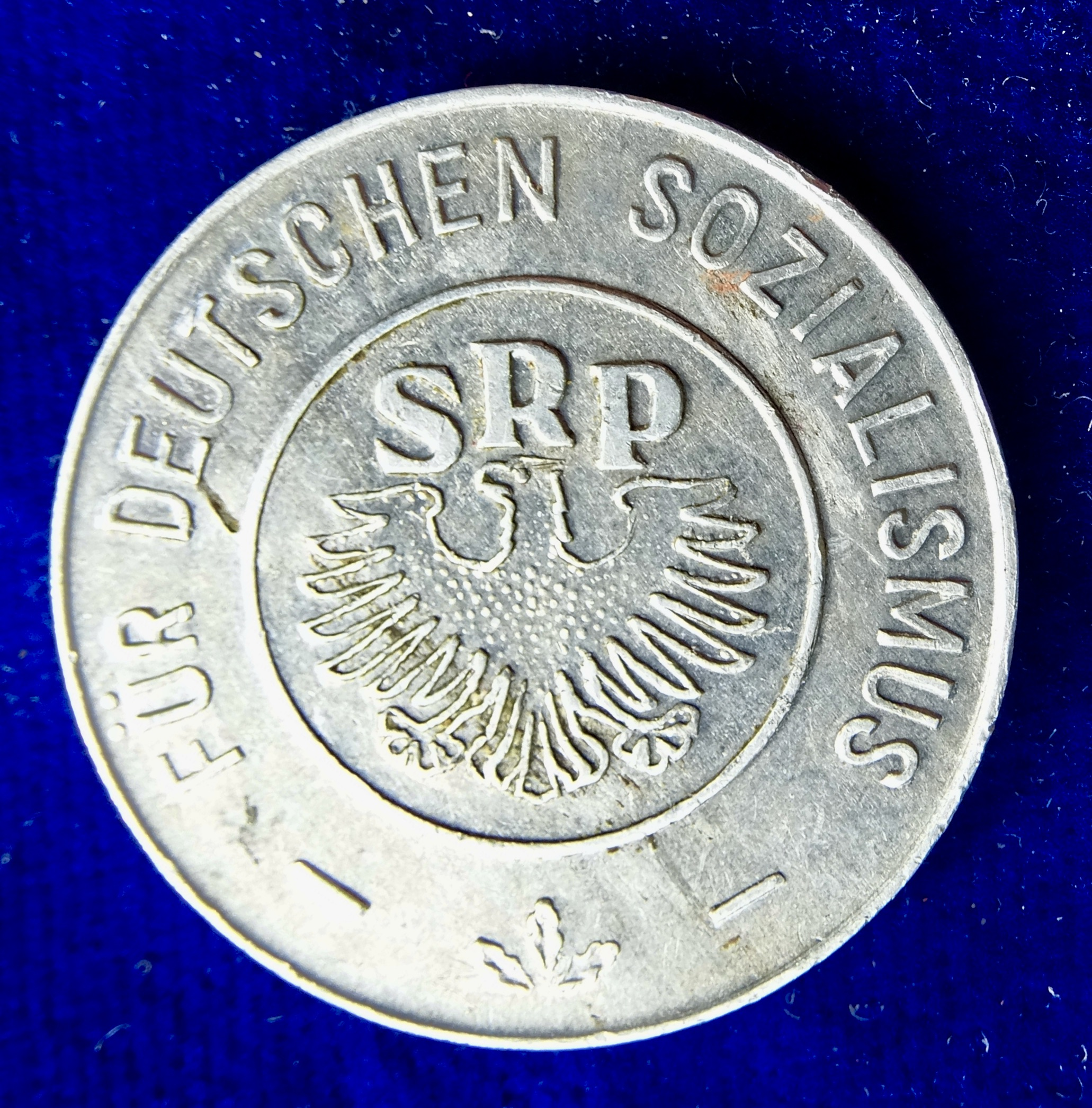
Spendenmarke der SRP, Vorderseite

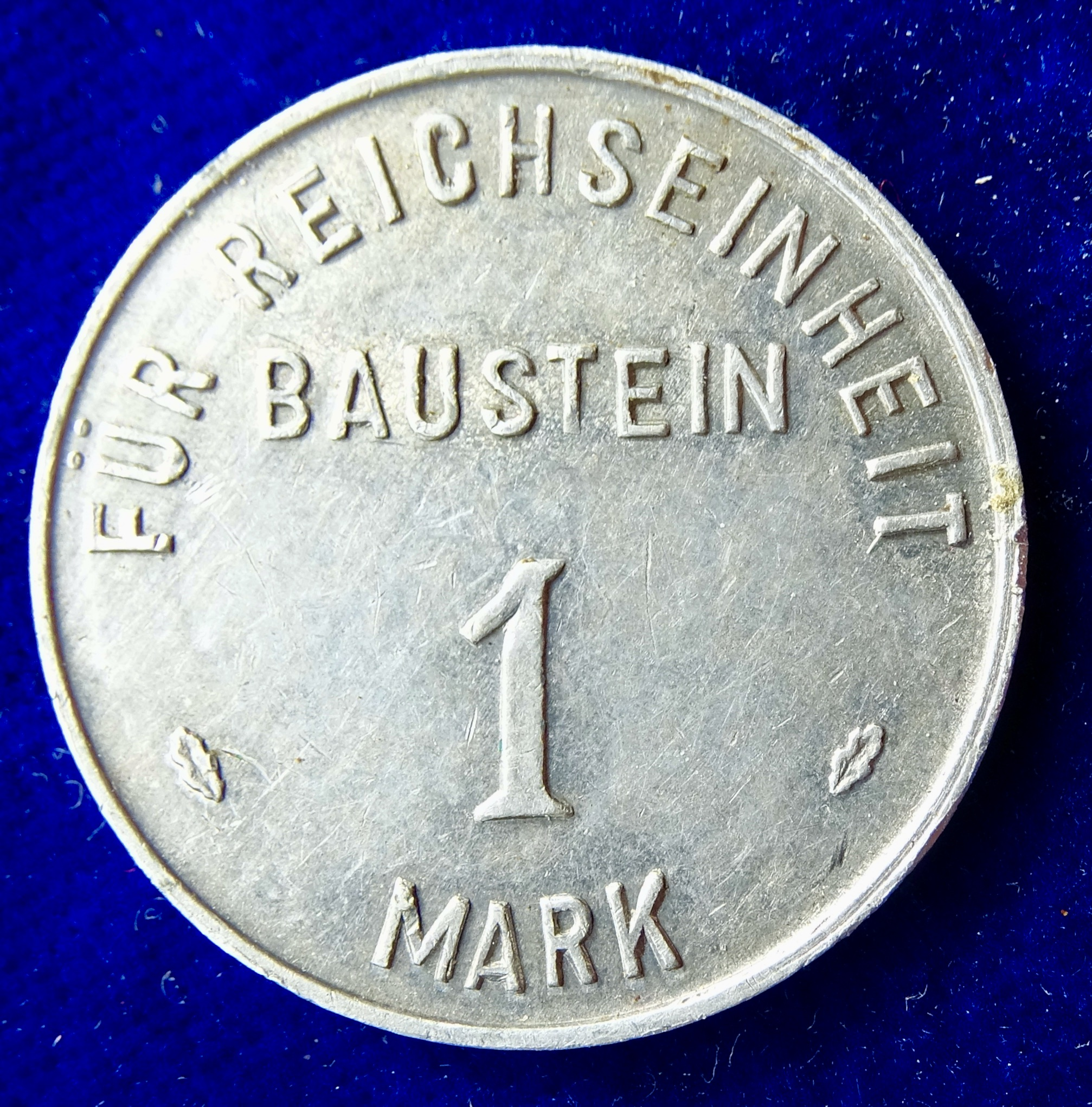
Die Rückseite der Spendenmarke für 1 Mark

Die Sozialistische Reichspartei (SRP), seltener Sozialistische Reichspartei Deutschlands (SRPD), war eine nationalsozialistisch ausgerichtete politische Partei in der Bundesrepublik Deutschland, die sich selbst in der Tradition der NSDAP sah. Verankert war die Partei vor allem in Nordwestdeutschland.
Die SRP war 1952 die erste politische Partei, die in der Bundesrepublik Deutschland im Rahmen eines Parteiverbots-Verfahrens durch das Bundesverfassungsgericht verboten wurde. 1956 folgte mit dem KPD-Verbot das zweite und bislang letzte Parteiverbot der Bundesrepublik.
Nicht zu verwechseln ist die SRP mit der der Sozialdemokratie nahestehenden Sozialrepublikanischen Partei Deutschlands, für die ebenfalls die Abkürzung SRPD gebraucht wird und die in der Weimarer Republik von 1932 bis 1933 als Kleinpartei unter ihrem Vorsitzenden Otto Hörsing zur Wahl stand.

## Hintergrund
Der NS-Staat war zwischen 1933 und 1945 als Einparteiensystem regiert worden, nachdem die anderen politischen Parteien entweder vom Staat aufgelöst oder in die Selbstauflösung gezwungen worden waren. Nach dem Ende des Zweiten Weltkriegs in Europa im Mai 1945 bildeten sich, zunächst im Rahmen der Besatzungszeit (Berliner Erklärung (5. Juni 1945), Potsdamer Abkommen (2. August 1945)), neue politische Organisationen aller ideologischen Bewegungen. Strömungen des Rechtsextremismus wurden von verschiedenen Parteien bedient, u. a. der DKP-DRP (die wiederum aus der Deutschen Konservativen Partei und der Deutschen Aufbaupartei hervorgegangen war), der NDP in Hessen und der von Fritz Dorls im Frühjahr 1949 gegründeten Gemeinschaft unabhängiger Deutscher. Dorls’ Gruppierung fusionierte 1949 mit der DRP und schloss mit ihr für die Bundestagswahl 1949 ein Wahlbündnis.
Zwischen 1948 und 1949 wurde das Grundgesetz für die Bundesrepublik Deutschland ausgearbeitet, auf Grundlage dessen schließlich am 23. Mai 1949 die westdeutsche Bundesrepublik gegründet wurde. Artikel 21 des Grundgesetzes definierte das Parteienrecht und unter anderem auch das Parteiverbot, das dann 1952 gegen die SRP ausgesprochen wurde.
Bei der Bundestagswahl 1949 erzielte die DKP-DRP ein starkes Ergebnis von 273.129 Stimmen (8,1 Prozent) in Niedersachsen und Dorls wurde überregional als starke Stimme des radikalen Nationalkonservatismus bekannt. Dorls gewann ein Bundestagsmandat, ebenso wie Fritz Rößler, der unter dem falschen Namen „Franz Richter“ in den Bundestag einzog. Dorls und Rößler traten später beide zur SRP über. Rößler wurde 1952 im Zuge des Verbotsverfahrens gegen die SRP enttarnt.
Die meisten rechtsgerichteten Parteien enthielten in den späten 1940ern sowohl gemäßigt-konservative als auch radikal-ultranationalistische Elemente, und die gemäßigten Flügel überwogen schon bald in der DKP-DRP, der NDP und der DP. Die radikalen Ultranationalisten aller besagten Parteien waren wegen der politischen Vorgänge (Nürnberger Prozesse, Entnazifizierung) frustriert und suchten deshalb eine neue explizit radikale politische Heimat. Die radikalen Stimmen innerhalb der DRP bezeichneten die Versuche der Parteiführung, sich nach der Wahl mit dem Wahlsieger Konrad Adenauer und der Regierungskoalition (CDU/CSU/FDP/DP) zu arrangieren, als Verrat an den Wahlversprechen.
Stattdessen erklärte sich die radikale Fraktion als Teil der „sozialistischen Wolfsburger Linie“ das Ziel der „Sammlung aller wahrhaften Deutschen durch kämpferisches Bekenntnis und Verpflichtung auf ein klares sozialistisches und nationales Programm zur Überwindung der deutschen Not“. Die Führung der DKP-DRP distanzierte sich von diesen Äußerungen, insbesondere von sozialistischen Bezügen. Die radikal-nationalistischen Flügel der DKP-DRP, NDP und DP spalteten sich bald, von der DRP ausgehend, von ihren Mutterparteien ab. Dieser Prozess wurde durch die DRP-Parteiausschlüsse (auf Druck der Besatzungsbehörden unter Androhung des Parteiverbots) von Fritz Dorls, Gerhard Krüger und Otto Ernst Remer, einem ehemaligen Generalmajor der Wehrmacht und Gegner des Attentats vom 20. Juli 1944, noch zusätzlich beschleunigt. Remer war nach dem Zweiten Weltkrieg schnell ins Visier der amerikanischen und britischen Besatzungsbehörden und Geheimdienste geraten, von denen er im April 1946 als „sehr gefährlich“ und als „fanatischer Nazi“ eingeschätzt worden war.:47

## Geschichte

### Gründung

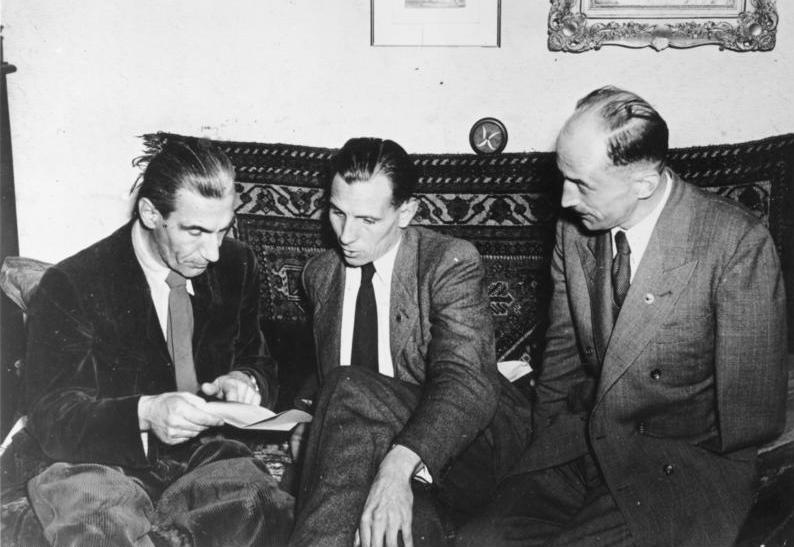
Fritz Dorls, Otto Ernst Remer und Wolf Graf von Westarp (1952; v. l. n. r.)

Die Sozialistische Reichspartei entstand am 2. Oktober 1949 in Hameln als Abspaltung des nationalsozialistischen Flügels der DKP-DRP um Otto Ernst Remer und Fritz Dorls. Die weiteren der neun Mitgründer waren Wolfgang Falck, August Finke, Bernhard Gericke, Gerhard Heinze, Helmut Hillebrecht, Gerhard Krüger und Wolf Graf von Westarp. Sie bildeten (außer Remer und von Westarp, die verzichteten) auch den ersten Parteivorstand.
Prominenter Unterstützer der Partei war auch der ehemalige Luftwaffenoberst Hans-Ulrich Rudel, welcher der Partei gemeinsam mit Remer ein militaristisches Profil verlieh.:130 Auch der ehemalige SS-General Leo von Jena trat in der ersten Zeit, zwischen 1949 und 1950, in der SRP als Redner auf. Er unterstützte die Partei anfänglich auch mit großzügigen Geldspenden in der Hoffnung, in den Parteivorstand aufzurücken. Als von Jena 1950 auf dem Parteitag dennoch nicht in den Vorstand gewählt wurde, zog er sich enttäuscht aus jeglicher politischer Tätigkeit zurück.

### Stärkezeit
Im März 1950 wurde die SRP zum ersten Mal in geheimdienstlichen Unterlagen der Bundesrepublik als politisch extremistische Organisation erfasst.:85 Die Partei wurde schnell zum größten Sammelbecken rechtsextremer Kräfte in der Bundesrepublik und überwand dabei andere Organisationen wie die Vaterländische Union, die Deutsche Aktion, die Nationale Union, die Nationale Rechte und viele mehr.:74
Die SRP versprach sich große Wahlerfolge in den Teilen der westdeutschen Bevölkerung, die Ziel der Nachkriegspolitik der Alliierten geworden waren, insbesondere mit ehemaligen Mitgliedern der NSDAP und mit den Heimatvertriebenen, und stellte diese Bevölkerungsteile in parteiinterner Publizistik als Grundlage einer radikalen nationalen Bewegung dar, konnte jedoch nie an die Wahlerfolge der NSDAP in den frühen 1930ern anknüpfen.
Während des Koreakrieges (1950 bis 1953) lehnte die SRP, wie die KPD auch, die UN-Intervention (unter Führung der USA) ab und machte sich für die UdSSR als potenziellen Bündnispartner gegen die westlich gebundene Adenauer-Regierung stark. Die SRP erhielt bis 1952 finanzielle Unterstützung durch Geheimdienste der Sowjetunion, was spätestens ab Dezember 1950 auch amerikanischen Behörden bekannt war.:74 Die SRP hatte sich früh zu einem Kurs einer „nationalistisch-neutralistischen“ Ablehnung einer Anbindung an entweder die USA oder die UdSSR bekannt, und wurde deswegen Ziel stetiger Überwachung durch amerikanische Geheimdienstbehörden, die bald wöchentliche Berichte über die Arbeit der SRP anfertigten.:50
Die Partei beteiligte sich auf überregionaler Ebene erstmals 1950 an den Landtagswahlen in Nordrhein-Westfalen und Schleswig-Holstein, blieb aber mit 0,2 bzw. 1,6 Prozent ohne Mandat.
Am 19. September 1950 beschloss die Bundesregierung mit dem sogenannten Adenauer-Erlass, die Mitgliedschaft von Beamten in 13 Organisationen als Verletzung der Treuepflicht einzustufen. Unter diesen Organisationen waren elf linksextreme und zwei rechtsextreme Gruppierungen, und die SRP war eine der beiden rechtsextremen Gruppen (neben der „Strasser-Bewegung“).:91
Die SRP errang bei der Landtagswahl in Niedersachsen im Mai 1951 11,0 Prozent der Stimmen und 16 Sitze, darunter vier Direktmandate in Wahlkreisen. Ihren größten Erfolg erzielte sie mit 21,5 Prozent der Stimmen im damaligen Regierungsbezirk Stade und in der Stadt Holzminden mit 30 Prozent. Im Wahlkreis Verden lag sie mit 27,7 Prozent der Stimmen sogar noch um 6,2 Prozentpunkte über dem Regierungsbezirksdurchschnitt. 
Im Oktober 1951 konnte die Partei bei der Bürgerschaftswahl in Bremen 7,7 Prozent der Stimmen und damit acht Mandate gewinnen.
Bei der Wahl zur Verfassunggebenden Landesversammlung in Baden-Württemberg 1952, die später zum ersten Landtag Baden-Württembergs wurde, erreichte die SRP 2,4 %.
Zum Zeitpunkt ihres Verbots 1952 war die SRP die mit Abstand wichtigste Organisation im Lager der neonazistischen und neofaschistischen Bewegungen in der Bundesrepublik.:500 1951 hatte die Partei bundesweit 10.300 Mitglieder, davon allein 6.500 in Niedersachsen.:135

### Verbot
Als scharfer Gegner der SRP profilierte sich Bundesinnenminister Robert Lehr, selbst ein ehemaliger Widerstandskämpfer gegen das NS-Regime. Nach einer Rede Remers in Braunschweig, bei welcher der SRP-Politiker Widerstandskämpfer als „Landesverräter“ verunglimpft hatte, kündigte Lehr einen „sofortigen Zugriff“ gegen die SRP an, die sich nach seiner Ansicht „durch nichts von der NSDAP unterscheide“. Daraufhin verfügte die Bundesregierung am 4. Mai 1951 ein Verbot der angegliederten Organisationen wie der paramilitärischen Ordnergruppe Reichsfront und beschloss zugleich die Einleitung eines Verbotsverfahrens für die Partei selbst.
Am 19. November beantragte die Bundesregierung beim Bundesverfassungsgericht die Feststellung der Verfassungswidrigkeit. Die Bundesregierung wurde vor dem Bundesverfassungsgericht vom damaligen Staatssekretär im Bundesministerium des Innern, Hans Ritter von Lex, vertreten. Die SRP wurde zunächst vom ehemals führenden NS-Juristen Erwin Noack vertreten, der jedoch sein Mandat niederlegte, als die Partei seine Honorare nicht bezahlen konnte und ihr Antrag auf Prozesskostenhilfe abgelehnt worden war. Fünf rechtskräftige Urteile wurden bis Juni 1952 ausgesprochen, weitere 25 Redner der SRP waren zu diesem Zeitpunkt in strafrechtliche Verfahren verwickelt. Die SRP wurde am 23. Oktober 1952 schließlich wegen ihrer offenen Bezugnahme auf die NSDAP verboten (BVerfGE 2, 1).
Im Einzelnen stellte das Gericht fest:
1. Die Sozialistische Reichspartei ist verfassungswidrig.
2. Die Sozialistische Reichspartei wird aufgelöst.
3. Es ist verboten, Ersatzorganisationen für die Sozialistische Reichspartei zu schaffen.

Mit diesem Urteil wurden gleichzeitig sämtliche Mandate ersatzlos gestrichen. Die Auflösung der Partei und die Einziehung aller parteilichen Vermögen wurde angeordnet und gleichzeitig die Bildung von Ersatzorganisationen untersagt.
In Erwartung dieses Urteils hatte sich die Partei bereits am 12. September selbst aufgelöst, dieser Beschluss wurde vom Bundesverfassungsgericht jedoch nicht akzeptiert. Remer hatte bereits vor dem Verbot die Situation der SRP mit jener der frühen Christen verglichen und erklärt, dass er und seine Parteigenossen im Falle eines Verbotes, wie diese, in die Katakomben hinabsteigen sollten.:82f.
Mit diesem Urteil zog das Bundesverfassungsgericht einen Schlussstrich unter das knapp dreijährige Wirken der SRP.

### Nach dem Verbot
Die Versuche, insbesondere von Fritz Dorls, eine Ersatzorganisation zu schaffen, scheiterten zunächst vollständig, da sie frühzeitig bekannt wurden.:176 Nicht nur im Vorstand der SRP befanden sich V-Leute des Verfassungsschutzes, sondern auch die rechte Hand von Dorls, sein Rechtsanwalt Rudolf Aschenauer, war seit dem Frühjahr 1952 Mitarbeiter des Verfassungsschutzes. Aschenauer war überdies Mitglied des Naumann-Kreises, dem die SRP bei dem Versuch, ehemalige Nationalsozialisten wieder in politische Führungspositionen zu bringen, hinderlich war. Erst als der Naumann-Kreis im Frühjahr 1952 durch die britischen Besatzungsbehörden durch Verhaftungen zunächst handlungsunfähig wurde, gelang es Dorls zusammen mit Alfred Loritz, dem Vorsitzenden der Wirtschaftlichen Aufbau-Vereinigung, für die Deutsche Aufbauvereinigung (DAV) einen zunächst recht erfolgreichen Wahlkampf in Niedersachsen und Hessen durchzuführen. Der Erfolg der DAV verleitete FDP und CDU dazu, selbst Ex-Nazis als Wahlkampfredner anzuheuern. Da sich aber nicht genügend erfolgversprechende Direktkandidaten fanden, nahm die DAV nicht an der Bundestagswahl 1953 teil.:183f.
Die Anzahl von politischen Splittergruppen, die versuchten, sich als Nachfolger der SRP zu etablieren, oder die zumindest von der Auflösung der Partei profitierten, betrug zunächst 74, reduzierte sich bis 1955 aber auf 11.:500 Als wichtigstes Sammelbecken für ehemalige SRP-Mitglieder und somit gleichsam als Nachfolgepartei der SRP wird die Deutsche Reichspartei angesehen, in die viele SRP-Mitglieder überwechselten. Diese Partei blieb unbedeutend; Teile schlossen sich der 1964 gegründeten NPD an.
Gemeinsam mit dem Verbot der KPD etablierte das Verbot der SRP die praktische Auslegung des Parteiverbots durch das Bundesverfassungsgericht.:103
Durch die beiden Parteiverbote von SRP und KPD wurde außerdem die Koalitionsfähigkeit des Deutschen Bundestages erhöht, da zwei systemoppositionelle Parteien aus dem Wettbewerb ausschieden.:122

## Ideologie und Programm

Fahne der Sozialistischen Reichspartei

Das Parteiprogramm der SRP basierte in wesentlichen Teilen auf dem Parteiprogramm der NSDAP, und die Partei nutzte die Formulierung „nationaler Sozialismus“ für ihre politische Grundhaltung. Eine andere gängige Selbstbezeichnung für Angehörige der Ideologie der SRP war „Reichssozialisten“. Die Partei verstand sich selbst als eine nationale „Widerstandsbewegung“ und arbeitete entgegen eigenen Behauptungen auf die Auflösung der Bundesrepublik hin.
Durch die offene Glorifizierung der nationalsozialistischen Ideologie isolierte sich die SRP schnell vom übrigen Parteienspektrum. Im politischen Wahlkampf positionierte sich die SRP antidemokratisch, antiamerikanisch und nationalsozialistisch. Remer, der schnell zum Gesicht der Partei geworden war, bezeichnete das System der Bundesrepublik als eine amerikanisch erzwungene „Scheißdemokratie“ und glorifizierte die Errungenschaften des Nationalsozialismus, zu dem er sich für die Gegenwart und Zukunft bekannte.:49
Die SRP nutzte als Parteifahne einen schwarzen Adler auf rotem Grund, manchmal mit weißer Umrandung. Das Farbschema wurde bewusst gewählt, um der Hakenkreuzfahne zu ähneln.:49f.
Die SRP unterhielt als Jugendorganisation die Reichsjugend und als paramilitärische Ordnertruppe die Reichsfront.
Der Verfassungsschutz Nordrhein-Westfalen bezeichnete die Parteiideologie der SRP 1950 in seinem Verfassungsschutzbericht (offizieller Titel Extremismus-Berichte des Innenministerium NRW an den Landtag oder Landesbehörden) wie folgt:

„Der Kurs der SRP ist nationalbolschewistisch.“

### Antisemitismus und „Judenfrage“
Die SRP übernahm den offenen Antisemitismus von der NSDAP. Zwar war nach Satzung der Partei die „Rassezugehörigkeit“ für die SRP-Mitgliedschaft nicht entscheidend, sodass auch Juden theoretisch SRP-Mitglieder hätten werden können. Das Bundesverfassungsgericht hielt dieser Satzung allerdings zahlreiche antijüdische Aussagen von SRP-Mitgliedern entgegen und gab an, dass die Partei diese Bestimmung „offenbar um auf die öffentliche Meinung Rücksicht zu nehmen“ festgelegt habe.
Remer und andere Angehörige der SRP leugneten den Holocaust und Remer beschuldigte die Amerikaner, die Krematorien im KZ Dachau selbst errichtet zu haben, um Deutschland zu verunglimpfen.:50
Aussöhnungsversuche der Bundesregierung mit der jüdischen Bevölkerung wurden von der SRP abgelehnt. Die „Behandlung der Judenfrage“ (Holocaust) zur Zeit des Nationalsozialismus wurde als „zwangsläufige Erscheinung eines revolutionären Zeitalters“ entschuldigt und die Judenfrage als solche aufgrund des „zahlenmäßig geringen Judentums in Deutschland“ vertagt, da es „gegenwärtig“ kein „jüdisches Problem“ gebe. Die Gaskammern der Konzentrationslager wurden von SRP-Mitgliedern u. a. als „revolutionäre Methodik dieser Epoche“ bezeichnet.

### Außenpolitik
In außenpolitischen Fragen vertrat die SRP einen durchgängigen Antiamerikanismus.
Innerhalb Europas sah die SRP das Deutsche Reich als „Schutz- und Ordnungsmacht“ im „Kampf gegen den Bolschewismus“. Der Kampf der Wehrmacht an der Ostfront wurde als europäischer Kampf gegen Asien dargestellt und Deutschland als logische Führungsmacht für eine blockfreie „Dritte Macht Europa“ zwischen USA und UdSSR präsentiert. Die SRP bekannte sich zu einer „nationalistisch-neutralistischen“ Außenpolitik.:50
Obwohl sich die Partei stets antisowjetisch präsentierte, erhielt sie finanzielle Zuwendungen durch Geheimdienste der Sowjetunion.:74
Der Staat Israel wurde von der SRP als außenpolitische „Feindmacht“ bezeichnet.

### Christentum
Die Redner der SRP, insbesondere Remer, nutzten oft christliche Rhetorik. Remer verglich etwa das Ende des Nationalsozialismus 1945 mit dem Tod Jesu Christi und die Fortsetzung des nationalsozialistischen Gedankenguts durch die SRP mit der frühchristlichen Bewegung nach der Kreuzigung Christi:50 und nutzte solche Vergleiche auch nach dem Verbot der Partei.:82f.

### Demokratiefeindlichkeit und Ablehnung der Bundesrepublik
Nach Auffassung der SRP hatte das Deutsche Reich am 8. Mai 1945 (Bedingungslose Kapitulation der Wehrmacht) keineswegs zu existieren aufgehört und Karl Dönitz, von Hitler zum Nachfolger im Amt des Reichspräsidenten ernannt, sei das legitime Staatsoberhaupt geworden und geblieben, das von seiner rechtmäßigen Amtsausübung widerrechtlich abgehalten werde.
Die bürgerlichen politischen Parteien der Bundesrepublik wurden von der SRP als „Lizenzparteien“ verhöhnt und die Parteiendemokratie abgelehnt. Obgleich es Bekenntnisse zu einer „demokratische[n] Staatsform“ gab, solange besagte Staatsform „den Willen des Volkes zum Ausdruck bringt“, führte dieses „führungsdemokratische“ System in seiner internen Logik zur unausweichlichen Machtübernahme der Partei, da sich die SRP als die einzige Partei verstand, die den Volkswillen zum Ausdruck brachte.
Die Bundesrepublik wurde geschichtsvergleichend von der SRP als postrevolutionäre Restauration bezeichnet, die zum Scheitern verurteilt sei. Stattdessen forderte die SRP auf Basis der „gute[n] Grundidee des Nationalsozialismus“ die Errichtung des „freien Volksstaates“ und der „Volksgemeinschaft“.

### Wiederbewaffnung
Die Wiederbewaffnung der Bundesrepublik (spätere Gründung der Bundeswehr) wurde von der SRP unter der Parole „Soldaten gegen Remilitaristen“ abgelehnt. Die Remilitarisierung des Staates sollte nach Auffassung der SRP erst nach völliger Wiederherstellung der Eigenstaatlichkeit und Sicherstellung der staatlichen Wehrhoheit erfolgen.

### Wirtschaft
Die Partei positionierte sich politisch sozialistisch, betonte aber ihre Haltung gegen den Marxismus. Im Zuge des von der SRP geforderten Systems („Deutscher Sozialismus“) versprach die Partei das Recht auf Privateigentum und persönliche Wirtschaftsinitiative, wollte aber eine Beschränkung der Wirtschaftsfreiheit des Einzelnen im Sinne der Verantwortung gegenüber der Volksgemeinschaft. Eigentum war als von der Volksgemeinschaft geliehen zu betrachten und Eigentumsnutzung, die als der Volksgemeinschaft feindlich aufgefasst wurde, musste dementsprechend mit Enteignung bestraft werden. Sozialistische Elemente wurden in die Wirtschaftspolitik integriert, u. a. die Forderung nach „Beteiligung aller Schaffenden am wirtschaftlichen Ertrag der Produktion“. Andererseits forderte die SRP die Ausschaltung der Gewerkschaften.
Die SRP positionierte sich als gleichzeitig antikommunistisch und antikapitalistisch (Dritter Weg) und stellte sich sowohl gegen die „marxistische Tendenz, die wirtschaftliche Eigenbetätigung des Staates zu fördern“, als auch gegen kapitalistische „Wirtschaftsmonopole und Machtzusammenballungen, die die Gemeinschaft gefährden“. Eine Leistungsgerechtigkeit wurde angestrebt.